# Grzyby wielkoowocnikowe

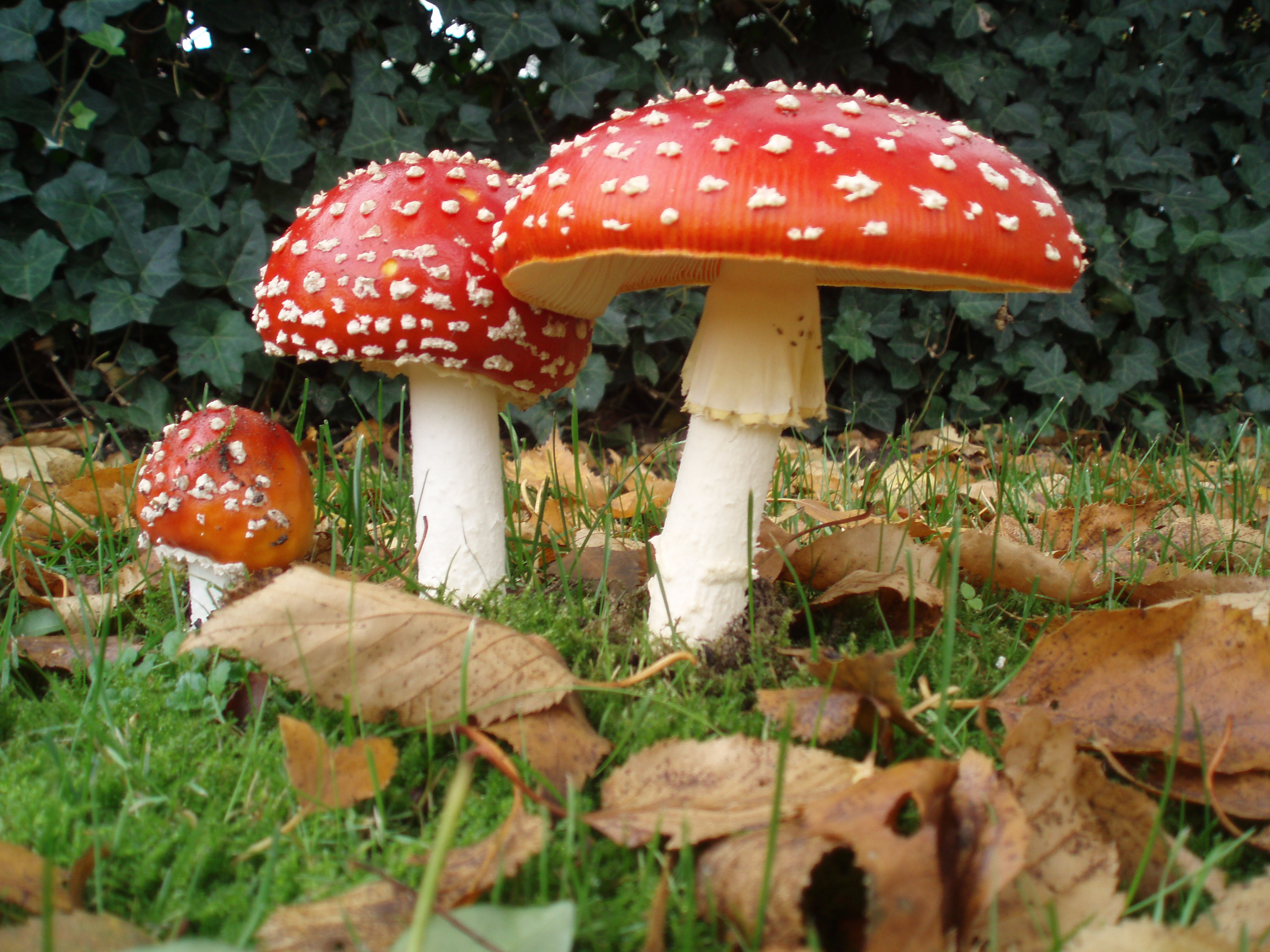
Muchomor czerwony Amanita muscaria

Grzyby wielkoowocnikowe (łac. Macromycetes, grzyby makroskopijne, „grzyby”, ang. macrofungi, mushrooms) – sztuczna grupa grzybów obejmująca gatunki o owocnikach widocznych gołym okiem, przez co rozumie się czasem rozmiary od 2 mm. Ich przeciwieństwem są grzyby mikroskopijne (Micromycetes).

## Znaczenie pojęcia
Grzyby wielkoowocnikowe to niezbyt precyzyjne pojęcie obejmujące gatunki widoczne gołym okiem, bez posługiwania się lupą. Mykolodzy często przyjmują, że są to grzyby o wielkości powyżej 2 mm, czasem powyżej kilku milimetrów, grzybiarze za widoczne gołym okiem uważają gatunki, których owocniki mierzą co najmniej 5 cm wysokości lub szerokości.
Zasadniczo są to gatunki określane potocznie tradycyjnym terminem „grzyby”.

## Systematyka i liczba gatunków
Grzyby wielkoowocnikowe to grupa sztuczna, ale użyteczna z praktycznego punktu widzenia, wydzielona na podstawie rozmiarów, a nie pokrewieństwa ewolucyjnego. Workowce i podstawczaki są głównymi jednostkami taksonomicznymi, do których należą grzyby wielkoowocnikowe. Większość workowców to grzyby mikroskopijne, z kolei około 70% podstawczaków stanowią właśnie grzyby wielkoowocnikowe.
Na około 75000–100000 gatunków grzybów występujących w Europie najprawdopodobniej 10000–20000 to grzyby wielkoowocnikowe.
W Polsce stwierdzono występowanie około 800 gatunków grzybów wielkoowocnikowych należących do workowców i 2650 do podstawczaków, czyli łącznie około 3600 gatunków. Z tego około 150 gatunków jest traktowanych przez jednych mykologów jako makroskopijne, przez innych jako mikroskopijne.

## Występowanie i tryb życia
Większość gatunków to destruenci, jedna dziesiąta żyje w mykoryzie a niewielka część to grzyby pasożytnicze.
Spośród gatunków wymienionych na czerwonych listach krajów europejskich 1/3 żyje w ektomykoryzie, 1/3 to saprotrofy glebowe a 1/3 zasiedla drewno. 74% tych gatunków występuje w lasach, 9% na obszarach trawiastych.

## Zagrożenia
Z list gatunków zagrożonych opublikowanych przez kraje europejskie wynika, że aż do 10–20% gatunków grzybów wielkoowocnikowych jest zagrożona, prawdopodobnie 2000-3000 gatunków wykazuje tendencję spadkową. Główne przyczyny to nieodpowiednie dla nich środowisko w lasach, gospodarka rolna oraz zanieczyszczenie powietrza. Wśród bardziej specyficznych przyczyn wymienia się />:
- zmniejszanie się obszarów starych lasów;
- spadek dostępności martwego grubego drewna;
- spadek liczby wiekowych drzew;
- ubożenie i zmniejszanie się obszarów dawnych półnaturalnych i nienawożonych łąk z powodu nawożenia, zalesiania i zaniechania wypasu;
- wysoka depozycja antropogenicznego azotu w naturalnie ubogich glebach;
- zwiększanie się fragmentacji siedlisk;
- zbyt intensywny zbiór gatunków jadalnych w niektórych krajach[3].